# Karin Fahlén
Karin Elisabeth Fahlén, född 20 november 1961 i Sundbyberg, är en svensk regissör, manusförfattare och maskör.
Fahlén gick Dramatiska Institutets maskörlinje 1985–1988 och arbetat som maskör och sminkör på ett flertal svenska filmproduktioner. År 2014 långfilmsdebuterade hon som regissör med Stockholm Stories som är en filmatisering av Jonas Karlssons novellsamling Det andra målet (2007). Hon har även regisserat flera kortfilmer bland annat Soffan från 2011.

## Filmografi

### Regi
- 2011 – Soffan
- 2013 – Rum 301
- 2014 – Stockholm Stories
- 2017 – Bonusfamiljen (TV-serie)
- 2017 – All inclusive
- 2018 – Sthlm Rekviem (TV-serie)
- 2023 – Kapningen (TV-serie)

### Manus
- 2011 – Soffan
- 2013 – Rum 301
- 2018 – Sthlm Rekviem (TV-serie)